# Marija Olehivna Muzicsuk
Marija Olehivna Muzicsuk (ukránul: Марія Олегівна Музичук, nemzetközileg ismert nevén Mariya Muzychuk; Sztrij, 1992. szeptember 21. –) ukrán sakkozó, nemzetközi nagymester, korábbi női világbajnok (2015–2016), csapatban világ- és Európa-bajnok (2013), sakkolimpiai bronzérmes, egyéni aranyérmes (2013), kétszeres ukrán női bajnok (2012, 2013), U10 korosztályos Európa-bajnok, többszörös korosztályos világ- és Európa-bajnoki ezüst- és bronzérmes.
2015-ben megszerezte a női sakkvilágbajnoki címet, amit 2016-ban a Hou Ji-fan elleni párosmérkőzésen vesztett el.
Testvére Anna Muzicsuk is erős sakkozó, nemzetközi nagymester.

## Élete és sakkpályafutása
2001 óta vesz részt ifjúsági nemzetközi versenyeken. Az ifjúsági sakkvilágbajnokságokon 2001-ben az U10 korosztályban ezüst, 2004-ben az U12 korosztályban bronz, 2005-ben az U14 korosztályban bronz, 2006-ban az U14 korosztályban ezüstérmet, 2008-ban a junior sakkvilágbajnokságon ugyancsak ezüstérmet szerzett. A 2001. évi U10 korosztályos ifjúsági sakk-Európa-bajnokságon bronzérmes,  2002-ben ugyanennek a korosztálynak az Európa-bajnoka lett. 2006-ban az U14 korosztályos Európa-bajnokságon bronz, 2007-ben az U16 ifjúsági sakk-Európa-bajnokságon ezüstérmes.
A női nemzetközi nagymesteri, és a nemzetközi mesteri címhez a normát a 2006-os női sakk-Európa-bajnokságon és a 2007-es szerb női liga csapatbajnokságán elért eredményével teljesítette.
2012-ben és 2013-ban megnyerte Ukrajna női sakkbajnokságát.
2015-ben bejutott a kieséses rendszerű női sakkvilágbajnokság döntőjébe, és ott legyőzve az orosz Natalja Pogonyinát világbajnoki címet szerzett, és ezzel együtt megkapta a nemzetközi nagymesteri (GM) címet is. A világbajnoki címet 2016. márciusig őrizte, amikor a Hou Ji-fan elleni világbajnoki döntő páros mérkőzésen 6–3 arányban alulmaradt.

## Részvételei a sakkvilágbajnokságokon
Először a 2010-es női sakkvilágbajnokság kieséses rendszerű versenyének 64-es mezőnyébe kvalifikálta magát, ahol a nyolcaddöntőig jutott, miután az első körben a perui Deysi Corit, a másodikban a török Betul Cemre Yildizt verte 2–0 arányban. A nyolcaddöntőben többszörös rájátszás után az indiai Drónavalli Hárikától szenvedett 4–3 arányú vereséget.
A 2012-es női sakkvilágbajnokságon ugyancsak a nyolcaddöntőig jutott. Az első fordulóban 4,5–4,5 arányban végzett a román Cristina Adela Foiṣor ellen, és az armageddon játékban harcolta ki a továbbjutást; a második körben a kubai Maritza Arribas Robaina ellen 1,5–0,5 arányban győzött, a nyolcaddöntőben a kínai Csao Hszüe ellen szenvedett 1,5–0,5 arányú vereséget.
A 2015. márciusban megrendezett 2014-es női sakkvilágbajnokságon az első fordulóban a kanadai Yuan Yuanling ellen győzött a rájátszásban 2,5–1,5 arányban, a második körben a lengyel Monika Soćko ellen 3–1-re, a nyolcaddöntőben az exvilágbajnok bolgár Antoaneta Sztefanova ellen 1,5–0,5 arányban győzött. A negyeddöntőben a nagy esélyes indiai Humpy Kuneru elleni akadályt vette sikerrel 2,5–1,5 arányú győzelemmel, míg az elődöntőben az ugyancsak indiai Drónavalli Hárika ellen rájátszás után 3,5–2,5 arányban győzedelmeskedett, és ezzel bejutott a világbajnokság döntőjébe. A döntőben 2,5–1,5 arányban győzött az orosz Natalja Pogonyina ellen, ezzel megszerezte a női sakkvilágbajnoki címet.
A 2016-os világbajnoki párosmérkőzésre a címvédő Marija Muzicsuk és a 2013–2014-es Grand Prix sorozat győztese, a korábbi világbajnok Hou Ji-fan között került sor. Az ukrán fővárosban Lvivban megrendezett, 10 játszmásra tervezett párosmérkőzés a 9. játszma után eldőlt, mivel Hou Ji-fan 6–3 (+3=6-0) arányban győzött, ezzel ismét visszahódította az egy évvel korábban elvesztett világbajnoki címét.
A 2019-es női sakkvilágbajnokság versenysorozatában az első alkalommal megrendezett világbajnokjelöltek versenyén az 5. helyen végzett.

## Csapateredményei

### Sakkolimpia
2010 óta vesz részt az ukrán válogatottban a női sakkolimpián. 2010-ben tartalékként +5 -1 =3, 72,2%-os eredményével egyéni teljesítménye alapján aranyérmet szerzett. 2012-ben a 2. táblán játszva a csapattal bronzérmet, egyéni eredményével (+3 -0 =6, 66,7%) ezüstérmet nyert, 2014-ben és 2016-ban a csapattal ismét bronzérmes, a 2018-as sakkolimpián az ukrán válogatott ezüstérmet szerzett, míg egyéni teljesítményéért a második táblán aranyérmet kapott.

### Csapatvilágbajnokság
2009 óta szerepel az ukrán válogatott tagjaként a női sakkcsapat világbajnokságokon. 2009-ben a 4. táblán játszva a csapat bronzérméhez járult hozzá, 2011-ben a 2. táblán játszva csapatban is egyénileg is az 5. helyet szerezte meg, 2013-ban a 3. táblán játszva csapatban aranyérmet, egyénileg +3 -0 =5, 68,8%-os teljesítményével ezüstérmet nyert, 2015-ben egyéni teljesítményéért bronzérmet kapott.

### Európa-bajnokság
Két alkalommal szerepelt sakkcsapat Európa-bajnokságon Ukrajna válogatottjában. 2011-ben tartalékként szerepelve csapatban 4. helyezést, egyénileg +4 -1 =3, 68,8%-os teljesítményével ezüstérmet szerzett. 2013-ban a 3. táblán játszva csapatban is egyéniben is aranyérmet szerzett. Egyéni teljesítménye +6 -1 =1, 81,3%-os volt.

### Klubcsapat eredményei
Az AVS Krasnoturinsk csapatával három alkalommal szerepelt a női bajnokcsapatok Európa-kupájának döntőjében, ahol 2010-ben és 2012-ben az 5. helyet szerezték meg, 2011-ben aranyérmet nyertek.
2007-ben az ukrán női sakkbajnokságon a Lviv region csapatával csapatban és egyéniben is aranyérmet szerzett.
A német női Bundesligában 2009 óta játszik az OSG Baden-Baden csapatában és 2011-ben és 2013-ban az 1. helyen végeztek.
2013 óta a kínai női sakkligában a Qinhuangdao Evening News csapatának tagja.

## Díjai, elismerései
2016: Caissa-kupa díj (a Nemzetközi Sakkszövetség Női Bizottságának díja)